# 2C-CN
2C-CN，化学名：4-氰基-2,5-二甲氧基苯乙胺，（4-cyano-2,5-dimethoxyphenethylamine）是一种含氮有机化合物，化学式为C11H14N2O2，属于2,5-二甲氧基苯乙胺衍生物（2C类化合物），最早在1984年的科學文獻中提出，亚历山大·舒尔金在其书《PiHKAL》中也有描述。